# 4 (álbum de Los Hermanos)
4 é o quarto álbum de estúdio da banda Los Hermanos, lançado em 2005 pela Sony BMG. Assim como o disco anterior, conquistou disco de ouro (50 mil cópias vendidas).
| Críticas profissionais                                                      | Críticas profissionais |
| Avaliações da crítica                                                       | Avaliações da crítica  |
| Fonte                                                                       | Avaliação              |
| --------------------------------------------------------------------------- | ---------------------- |
| Allmusic                                                                    | [ 3 ]                  |
| Omelete                                                                     | [ 4 ]                  |
| The Music Box                                                               | [ 5 ]                  |
| Esta tabela precisa de ser acompanhada por texto em prosa. Consulte o guia. |                        |

## Faixas
1. "Dois Barcos"        (Marcelo Camelo)   – 4:40
2. "Primeiro Andar"     (Rodrigo Amarante) – 4:18
3. "Fez-se Mar"         (M. Camelo)               – 4:13
4. "Paquetá"            (R. Amarante)             – 3:00
5. "Os Pássaros"        (R. Amarante)             – 3:53
6. "Morena"             (M. Camelo)               – 3:10
7. "O Vento"            (R. Amarante)             – 3:33
8. "Horizonte Distante" (M. Camelo)               – 3:36
9. "Condicional"        (R. Amarante)             – 3:28
10. "Sapato Novo"        (M. Camelo)               – 4:13
11. "Pois É"             (M. Camelo)               – 3:24
12. "É de Lágrima"       (M. Camelo)               – 4:30